# Neogoniolithon brassica-florida
Neogoniolithon brassica-florida (Harvey) Setchell & L.R. Mason, 1943  é o nome botânico  de uma espécie de algas vermelhas pluricelulares do gênero Neogoniolithon, família Corallinaceae, subfamília Mastophoroideae.
- São algas marinhas encontradas na Europa, África, Ásia, Austrália e em algumas ilhas do Pacífico, Índico e Atlântico.

## Sinonímia
- Spongites notarisii var. insidiosa  (Solms)
- Spongites notarisii var. ptichoides  (Foslie)
- Goniolithon notarisii f. ptychoides  Foslie
- Melobesia brassica-florida  Harvey 1849
- Lithothamnion brassica-florida  (Harvey) Areschoug 1852
- Melobesia notarisii  Dufour 1861
- Lithophyllum insidiosum  Solms-Laubach 1881
- Lithophyllum fosliei  (Heydrich) Heydrich 1897
- Melobesia insidiosa  (Solms-Laubach) Heydrich 1897
- Choreonema notarisii  (Dufour) Foslie 1898
- Goniolithon brassica-florida  (Harvey) Foslie 1898
- Lithophyllum chalonii  Heydrich 1899
- Goniolithon frutescens  Foslie 1900
- Goniolithon notarisii  (Dufour) Foslie 1900
- Goniolithon fosliei  (Heydrich) Foslie 1903
- Goniolithon brassica-florida f. laccadivicum  Foslie 1903
- Goniolithon frutescens f. congestum  Foslie 1903
- Goniolithon notarisii var. insidosum  (Solms-Laubach) Foslie 1904
- Goniolithon laccadivicum  (Foslie) Foslie 1904
- Lithophyllum frutescens  (Foslie) M. Lemoine 1911
- Lithophyllum notarisii  (L.Dufour) Lemoine 1912
- Lithothamnion notarisii  (Dufour) Lemoine 1915
- Neogoniolithon fosliei  (Heydrich) Setchell & L.R. Mason 1943
- Neogoniolithon frutescens  (Foslie) Setchell & L.R. Mason 1943
- Neogoniolithon laccadivicum  (Foslie) Setchell & Mason 1943
- Neogoniolithon notarisii  (Dufour) G. Hamel & M. Lemoine 1953
- Neogoniolithon notarisii var. insidiosa  (Solms-Laubach) Hamel & Lemoine 1953
- Neogoniolithon notarisii var. chalonii  (Heydrich) G.Hamel & Lemoine 1953
- Spongites notarisii  (L.Dufour) Athanasiadis 1987